# Lijst van voetbalinterlands Swaziland - Zuid-Afrika
Deze lijst van voetbalinterlands is een overzicht van alle officiële voetbalwedstrijden tussen de nationale teams van Swaziland en Zuid-Afrika. De landen hebben tot op heden tien keer tegen elkaar gespeeld. De eerste ontmoeting, een groepswedstrijd tijdens de COSAFA Cup 2000, vond plaats op 18 juni 2000 in Witbank. Het laatste duel, een groepswedstrijd tijdens de COSAFA Cup 2024, werd gespeeld in Port Elizabeth op 2 juli 2024.

## Wedstrijden
| №  | Plaats         | Datum            | Competitie        | Wedstrijd               | Uitslag |
| -- | -------------- | ---------------- | ----------------- | ----------------------- | ------- |
| 1  | Witbank        | 18 juni 2000     | COSAFA Cup 2000   | Zuid-Afrika − Swaziland | 2 − 0   |
| 2  | Polokwane      | 24 augustus 2002 | COSAFA Cup 2002   | Zuid-Afrika − Swaziland | 4 − 1   |
| 3  | Gaborone       | 20 mei 2006      | COSAFA Cup 2006   | Zuid-Afrika − Swaziland | 1 − 0   |
| 4  | Lobamba        | 15 november 2013 | Vriendschappelijk | Swaziland − Zuid-Afrika | 0 − 3   |
| 5  | Lobamba        | 25 maart 2015    | Vriendschappelijk | Swaziland − Zuid-Afrika | 1 − 3   |
| 6  | Windhoek       | 22 juni 2016     | COSAFA Cup 2016   | Zuid-Afrika − Swaziland | 5 − 1   |
| 7  | Port Elizabeth | 8 juli 2021      | COSAFA Cup 2021   | Zuid-Afrika − Swaziland | 1 − 0   |
| 8  | Durban         | 11 juli 2023     | COSAFA Cup 2023   | Zuid-Afrika − Swaziland | 2 − 1   |
| 9  | Johannesburg   | 13 oktober 2023  | Vriendschappelijk | Zuid-Afrika − Swaziland | 0 − 0   |
| 10 | Port Elizabeth | 2 juli 2024      | COSAFA Cup 2024   | Zuid-Afrika − Swaziland | 1 − 0   |

## Samenvatting
| Competitie        | Totaal gespeeld | Winst Swaziland | Gelijk | Winst Zuid-Afrika | Doelsaldo Swaziland – Zuid-Afrika |
| ----------------- | --------------- | --------------- | ------ | ----------------- | --------------------------------- |
| COSAFA Cup        | 7               | 0               | 0      | 7                 | 3 − 16                            |
| Vriendschappelijk | 3               | 0               | 1      | 2                 | 1 − 6                             |
| Totaal            | 10              | 0               | 1      | 9                 | 4 − 22                            |

NFAS · 
Swazisch vrouwenelftal
1968 · 
1969 · 
1970 · 
1971 · 
1972 · 
1973 · 
1974 · 
1975 · 
1976 · 
1977 · 
1978 · 
1979 · 
1980 · 
1981 · 
1982 · 
1983 · 
1984 · 
1986 · 
1987 · 
1988 · 
1989 · 
1990 · 
1991 · 
1992 · 
1993 · 
1994 · 
1995 · 
1996 · 
1997 · 
1998 · 
1999 · 
2000 · 
2001 · 
2002 · 
2003 · 
2004 · 
2005 · 
2006 · 
2007 · 
2008 · 
2009 · 
2010 · 
2011 · 
2012 · 
2013 · 
2014 ·
2015 ·
2016 ·
2017 ·
2018 ·
2019 ·
2020 ·
2021 ·
2022 ·
2023 ·
2024
Angola ·
Botswana ·
Burkina Faso ·
Comoren ·
Congo-Brazzaville ·
Congo-Kinshasa ·
Djibouti ·
Egypte ·
Eritrea ·
Gabon ·
Ghana ·
Guinee ·
Guinee-Bissau ·
Kaapverdië ·
Kameroen ·
Kenia ·
Lesotho ·
Libië ·
Madagaskar ·
Malawi ·
Mali ·
Mauritius ·
Mozambique ·
Namibië ·
Niger ·
Nigeria ·
Senegal ·
Seychellen ·
Sierra Leone ·
Soedan ·
Somalië ·
Tanzania ·
Togo ·
Tunesië ·
Zambia ·
Zimbabwe ·
Zuid-Afrika
SAFA · A-internationals · Bondscoaches · Selecties · Statistieken · Zuid-Afrikaans vrouwenelftal · Olympisch elftal · Zuid-Afrika U21 · Zuid-Afrika U19 · Zuid-Afrika U17
1906 – 1919 ·
1920 – 1929 ·
1930 – 1939 ·
1940 – 1949 · 
1950 – 1959 · 
1960 – 1969 · 
1970 – 1979 · 
1980 – 1989 · 
1990 – 1999 · 
2000 – 2009 · 
2010 – 2019 ·
2020 − 2029
AC 1996 · 
AC 1998 · 
AC 2000 · 
AC 2002 · 
AC 2004 · 
AC 2006 · 
AC 2008 · 
AC 2013
WK 1998 · 
WK 2002 · 
WK 2010
OS 2000 ·
OS 2016 ·
OS 2020
1947 · 
1948–1949 · 
1950 · 
1951-1952 ·
1953 · 
1954 · 
1955 · 
1956–1991 · 
1992 · 
1993 · 
1994 · 
1995 · 
1996 · 
1997 · 
1998 · 
1999 · 
2000 · 
2001 · 
2002 · 
2003 · 
2004 · 
2005 · 
2006 · 
2007 · 
2008 · 
2009 · 
2010 · 
2011 · 
2012 · 
2013 · 
2014 · 
2015 · 
2016 ·
2017 ·
2018 ·
2019 ·
2020 ·
2021 ·
2022 ·
2023 ·
2024
Algerije ·
Andorra ·
Angola ·
Argentinië ·
Australië ·
Benin ·
Bolivia ·
Botswana ·
Brazilië ·
Bulgarije ·
Burkina Faso ·
Burundi ·
Canada ·
Centraal-Afrikaanse Republiek ·
Chili ·
Colombia ·
Comoren ·
Congo-Brazzaville ·
Congo-Kinshasa ·
Costa Rica ·
Denemarken ·
Duitsland ·
Ecuador ·
Egypte ·
Engeland ·
Equatoriaal-Guinea ·
Ethiopië ·
Frankrijk ·
Gabon ·
Gambia ·
Georgië ·
Ghana ·
Guatemala ·
Guinee ·
Guinee-Bissau ·
Honduras ·
Ierland ·
IJsland ·
Irak ·
Israël ·
Italië ·
Ivoorkust ·
Jamaica ·
Japan ·
Kaapverdië ·
Kameroen ·
Kenia ·
Lesotho ·
Liberia ·
Libië ·
Madagaskar ·
Malawi ·
Mali ·
Malta ·
Marokko ·
Mauritanië ·
Mauritius ·
Mexico ·
Mozambique ·
Namibië ·
Nederland ·
Nieuw-Zeeland ·
Niger ·
Nigeria ·
Noord-Korea ·
Noorwegen ·
Oeganda ·
Panama ·
Paraguay ·
Polen ·
Portugal ·
Rwanda ·
Saoedi-Arabië ·
Sao Tomé en Principe ·
Schotland ·
Senegal ·
Servië ·
Seychellen ·
Sierra Leone ·
Slovenië ·
Soedan ·
Spanje ·
Swaziland ·
Tanzania ·
Thailand ·
Trinidad en Tobago ·
Tsjaad ·
Tsjechië ·
Tunesië ·
Turkije ·
Uruguay ·
Verenigde Arabische Emiraten ·
Verenigde Staten ·
Zambia ·
Zimbabwe ·
Zuid-Soedan ·
Zweden
Frankrijk (2010) ·
Mexico (2010) ·
Paraguay (2002) · 
Slovenië (2002) · 
Spanje (2002) · 
Uruguay (2010)